# Maria Schell
Pour les articles homonymes, voir Schell.

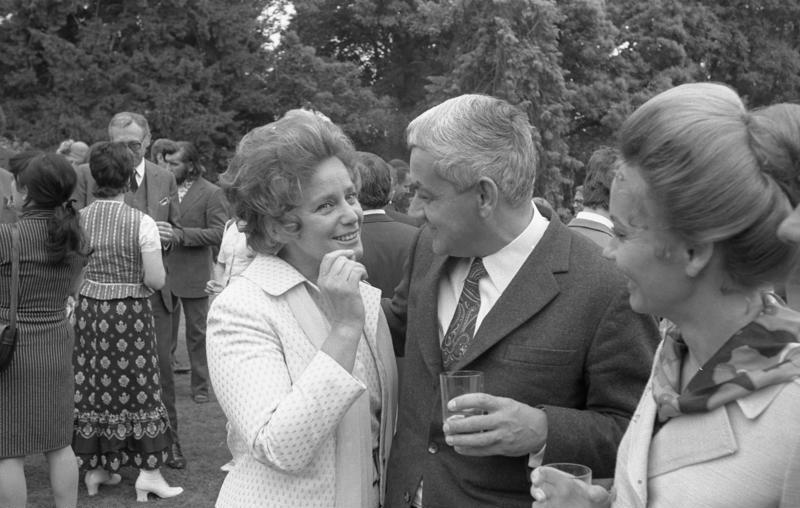
Maria Schell (à gauche) avec le ministre allemand Horst Ehmke et l'actrice suisse Liselotte Pulver à Bonn le 23 juin 1971.

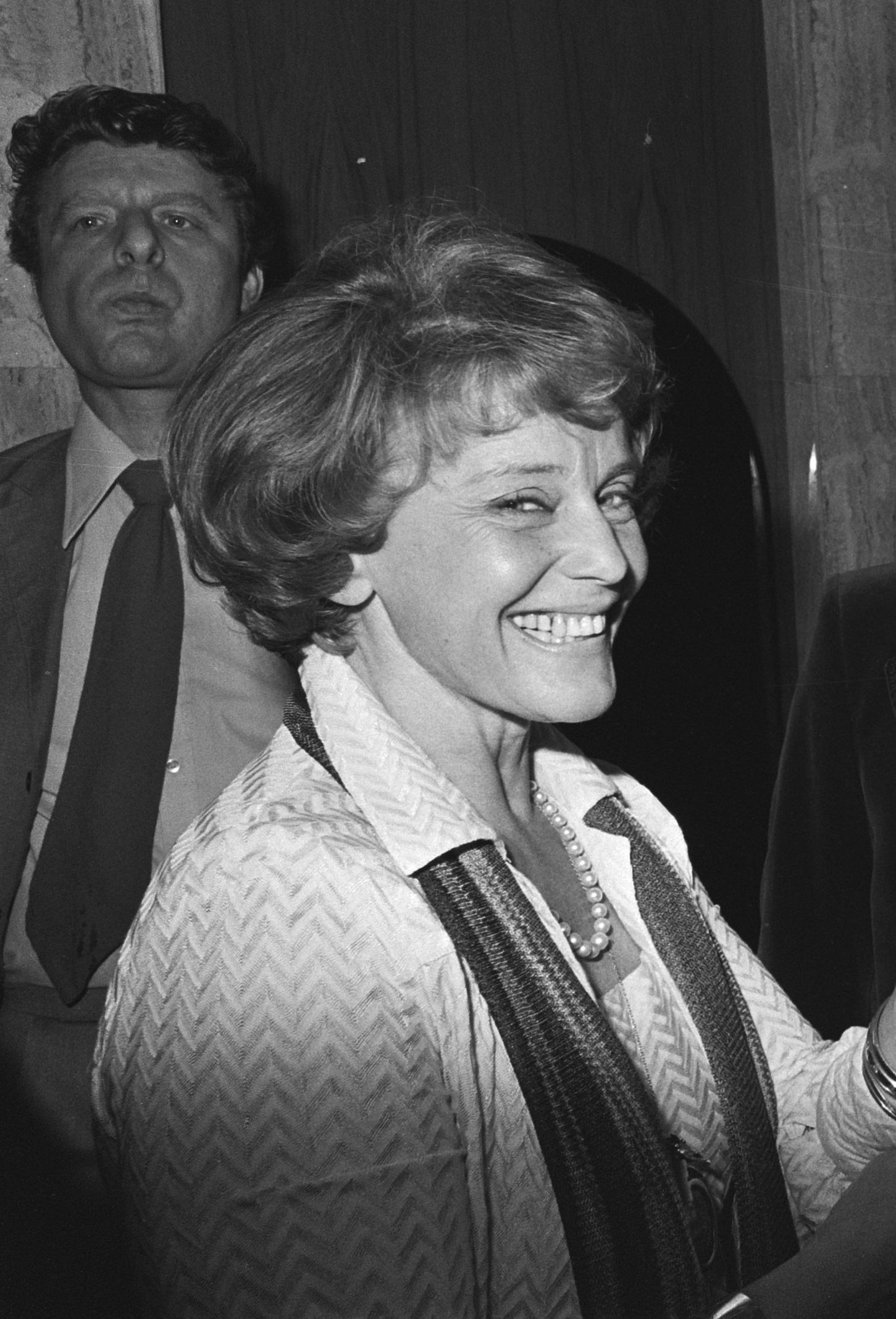
Maria Schell au gala « Film néerlandais dans la ville » (Nederlandse Speelfilm in City) d'Amsterdam en 1976.

Maria Schell est une actrice helvético-autrichienne, née le 15 janvier 1926 à Vienne et morte le 26 avril 2005 à Preitenegg (Autriche).
Elle est l'une des plus grandes stars du cinéma de langue allemande des années 1950 et 1960. Elle était surnommée Seelchen (« Petite Âme ») dans les pays germanophones.

## Biographie
Sœur de Maximilian Schell mais sans lien avec l'actrice Catherine Schell, Maria Margarete Anna Schell est la fille de l'écrivain suisse Hermann Ferdinand Schell (de) et de Margarethe Noé von Nordberg, une actrice viennoise. Elle grandit avec ses frères Carl (de) et Maximilian et sa sœur Immy (de), d'abord en Autriche, puis à Zurich après que les membres de sa famille se furent enfuis à la suite de l’Anschluss de 1938. Elle fut ensuite scolarisée en France dans une institution religieuse à Colmar, ses parents n'ayant pu pour des raisons financières la scolariser en Suisse. Retournée en Suisse auprès de sa famille durant les congés scolaires en août 1939, elle ne revint pas en Alsace lorsque la guerre éclata début septembre.
En 1942, elle interrompt une formation d'employée de commerce quand Sigfrit Steiner la découvre pour lui confier un rôle dans le film Steibruch aux côtés de Heinrich Gretler. À l'époque, elle joue encore sous le nom de Gritli Schell sans avoir reçu de formation particulière. Ensuite elle suit des cours d'art dramatique et reçoit plusieurs engagements au théâtre. À partir de 1948, elle revient au cinéma et  obtient son premier rôle principal en 1949 avec L'Ange à la trompette. Suivent des films avec Dieter Borsche et O. W. Fischer.
Sa participation au film Le Dernier Pont sous la direction de Helmut Käutner lui donne accès au Prix international du Festival de Cannes. En 1956, elle est distinguée à la Mostra de Venise avec la Coupe Volpi pour le rôle-titre de la blanchisseuse dans Gervaise, qui lui vaut d'être remarquée par Luchino Visconti alors membre du jury. Il lui offrira peu de temps après le premier rôle féminin dans son film Nuits blanches (Le Notti bianche). L'année suivante, le film Gervaise toujours, de René Clément, dans lequel elle partage les plus grandes scènes avec Suzy Delair, est nommé pour l’Oscar du meilleur film étranger. Pendant son séjour à Hollywood, à l'occasion de la cérémonie de remise des prix, elle est « découverte » par Yul Brynner dans le hall d'accueil d'un hôtel. Celui-ci cherche une actrice pour jouer Grouchenka dans l'adaptation cinématographique des Frères Karamazov. Elle tourne ensuite, entre autres, avec Gary Cooper (La Colline des potences) et avec Glenn Ford (La Ruée vers l’Ouest). On la remarque aussi dans le film Tant que tu m'aimeras. 
Dans les années 1960, elle se montre davantage sur les plateaux de théâtre et à la télévision, tandis que dans le cinéma français, elle tente avec l'aide de Ray Ventura de changer du registre tragique au comique.
Amie de Marlon Brando, elle se retrouvera au casting du film Superman, de Richard Donner, en 1978, mais elle sera très déçue, car le rôle était plutôt une simple apparition, ou un caméo, alors qu'elle espérait un rôle important dans ce film pour poursuivre sa carrière dans les films américains. Maria Schell regrettera d'avoir participé à ce film.   
Dans les années 1970, on la voit souvent dans des séries télévisées comme Tatort, Derrick ou Le Commissaire. En 1982, elle joue le rôle de Claire Zachanassian dans l'adaptation cinématographique par Max Peter Ammann de La Visite de la vieille dame de Friedrich Dürrenmatt. Son dernier grand succès public est la série télévisée Die glückliche Familie (de) de 1987 à 1993. En 1994-1995, elle participe à la saga télévisée Der Clan der Anna Voss. Elle fait sa dernière apparition en 1996 dans l'épisode Heilig Blut de la série policière Tatort.
En 2002, son frère Maximilian tourne sur elle le documentaire Ma sœur Maria, qui vaut à tous les deux un Bambi. Elle reçoit de nombreux prix cinématographiques et de plusieurs distinctions : huit Bambi, la Coupe Volpi de la Mostra de Venise, le Prix du film allemand ainsi que la Croix fédérale du mérite.
De 1957 à 1965, elle est mariée avec le metteur en scène Horst Hächler et, de 1966 à 1986, avec le metteur en scène Veit Relin. Les deux mariages se terminent par un divorce. Du premier, elle a un fils, Oliver, du deuxième une fille, Marie-Theres Relin (de), elle aussi actrice.
Une tentative de suicide en 1991 lui vaut les gros titres de la presse. Dans ses dernières années, et jusqu'à peu de temps avant sa mort, elle vit solitaire sur l'alpage hérité de ses parents à Preitenegg en Carinthie. Sa santé est ébranlée, elle subit deux AVC.  Un documentaire télévisé de 1997 « Lebensläufe » décrit sa carrière et montre une interview récente à ce sujet. Avant Pâques en 2005, elle est hospitalisée en raison de troubles respiratoires. Elle meurt d'une défaillance cardiaque consécutive à une pneumonie. Sa sépulture se trouve au cimetière de Preitenegg en Carinthie.

## Filmographie

### Cinéma
- 1942 : Steibruch de Sigfrit Steiner
- 1948 : Der Engel mit der Posaune de Karl Hartl
- 1948 : Maresi de Hans Thimig
- 1948 : Après la tourmente de Gustav Ucicky
- 1949 : Die letzte Nacht d'Eugen York
- 1950 : The Angel with the Trumpet d'Anthony Bushell
- 1950 : C'est arrivé un jour (Es kommt ein Tag) de Rudolf Jugert
- 1951 : Dr. Holl de Rolf Hansen
- 1951 : La Boite magique (The Magic Box) de John Boulting
- 1952 : Je ne suis pas une héroïne (So Little Time) de Compton Bennett
- 1952 : Bis wir uns wiedersehn de Gustav Ucicky
- 1953 : Tant que tu m'aimeras (Solange Du da bist) de Harald Braun
- 1953 : Der träumende Mund de Josef von Báky
- 1953 : Journal d'une amoureuse (Tagebuch einer Verliebten) de Josef von Báky
- 1953 : Le Fond du problème (The Heart of the Matter) de George More O'Ferrall
- 1954 : Le Dernier Pont (Die Letzte Brücke) de Helmut Käutner
- 1955 : Dans tes bras (Herr über Leben und Tod) de Victor Vicas
- 1955 : Napoléon de Sacha Guitry : Marie-Louise, archiduchesse d'Autriche
- 1955 : Les Rats (Die Ratten) de Robert Siodmak
- 1956 : Gervaise de René Clément : Gervaise
- 1956 : Liebe de Horst Hächler
- 1957 : Rose Bernd de Wolfgang Staudte
- 1957 : Nuits blanches (Le Notti bianche) de Luchino Visconti
- 1958 : Les Frères Karamazov (The Brothers Karamazov) de Richard Brooks
- 1958 : Une vie d'Alexandre Astruc
- 1958 : Le Bandit au grand cœur (Der Schinderhannes) de Helmut Käutner
- 1958 : Word from a Sealed-Off Box de Franklin J. Schaffner
- 1959 : La Colline des potences (The Hanging Tree) de Delmer Daves
- 1959 : For Whom the Bell Tolls: Part 1 de John Frankenheimer
- 1959 : For Whom the Bell Tolls: Part 2 de John Frankenheimer
- 1960 : As the Sea Rages de Horst Hächler
- 1960 : La Ruée vers l'Ouest (Cimarron) d'Anthony Mann
- 1961 : La Marque (The Mark) de Guy Green
- 1961 : La Grande Roue (Das Riesenrad) de Géza von Radványi : Elisabeth Hill
- 1962 : Je ne suis qu'une femme (Ich bin auch nur eine Frau) d'Alfred Weidenmann
- 1963 : L'assassin connaît la musique... de Pierre Chenal
- 1963 : Whiskey and Sofa (Zwei Whisky und ein Sofa) de Günter Gräwert
- 1969 : La Provocation d'André Charpak
- 1969 : Les Brûlantes (99 mujeres) de Jesús Franco
- 1969 : Le Diable par la queue de Philippe de Broca
- 1969 : Schrei vor dem Fenster de Dietrich Haugk
- 1970 : Le Trône de feu (Il Trono di fuoco) de Jesús Franco
- 1972 : Chamsin de Veit Relin
- 1972 : Die Pfarrhauskomödie (de) de Veit Relin
- 1973 : Dans la poussière du soleil de Richard Balducci
- 1973 : So Long, Charlie de Paul Krasny
- 1973 : Der Tod der Karin W. de Theodor Grädler
- 1974 : Die Ohrfeige de Mischa Gallé
- 1974 : Das Arsenschloss de Wolfgang Becker
- 1974 : Le Dossier Odessa (The Odessa File) de Ronald Neame
- 1975 : Die Abrechnung, de Wolfgang Becker
- 1975 : Am Rande der Ereignisse de Theodor Grädler
- 1975 : Change de Bernd Fischerauer
- 1976 : Folies bourgeoises de Claude Chabrol
- 1976 : So oder so ist das Leben (de) de Veit Relin
- 1976 : The Pride and the Princess
- 1976 : Le Voyage des damnés (Voyage of the Damned) de Stuart Rosenberg
- 1977 :  L'Imposture (Yellow He) de Zbynek Brynych
- 1978 : Concerto (Klavierkonzert) de Helmut Ashley
- 1978 : Spiel der Verlierer de Christian Hohoff
- 1978 : Superman de Richard Donner
- 1979 : C'est mon gigolo (Schöner Gigolo, armer Gigolo) de David Hemmings
- 1979 : The First Polka (Die Erste Polka) de Klaus Emmerich
- 1982 : La Passante du Sans-Souci de Jacques Rouffio
- 1984 : King Thrushbeard (Král Drozdia Brada) de Miloslav Luther
- 1985 : 1919 de Hugh Brody
- 1996 : Heilig Blut de Hartmut Griesmayr

### Télévision
- 1959 : Playhouse 90 (série)
- 1960 : Ninotchka de Tom Donovan
- 1965 : Nora oder Ein Puppenheim d'Imo Moszkowicz (de)
- 1965 : Who Has Seen the Wind? de George Sidney
- 1969 : Die Ungarische Hochzeit de Kurt Wilhelm
- 1971 : Willy und Lilly de Franz Peter Wirth
- 1972 : Die Keusche Susanne de Thomas Engel
- 1972 : Marie de Hans W. Geissendörfer
- 1973 : Immobilien d'Otto Jägersberg (de)
- 1973 : Occupation de Stelios Pavlidis et George Skalenakis (série)
- 1973 : Assignment Vienna (série)
- 1974 : Die Kurpfuscherin de Ludwig Cremer
- 1974 : Le Petit docteur (Der Kleine Doktor) (série)
- 1975 : Das Konzert de Dietrich Haugk
- 1975 : Die Heiratsvermittlerin de Hellmuth Matiasek
- 1975 : Der Kommissar (série)
- 1976 : Kojak d'Abby Mann (série)
- 1977 : Teerosen de Rolf von Sydow
- 1978 : Inspecteur Derrick (Derrick) (série)
- 1979 : Der Wald de Wilm ten Haaf
- 1979 : Moral de Kurt Wilhelm
- 1979 : Christmas Lilies of the Field de Ralph Nelson
- 1980 : Der Thronfolger d'Oswald Döpke
- 1980 : The Martian Chronicles de Michael Anderson (feuilleton)
- 1980 : Liebe bleibt nicht ohne Schmerzen d'Alfred Vohrer
- 1982 : Der Besuch der alten Dame de Max Peter Ammann
- 1982 : Krimistunde d'Egon Günther (série)
- 1982 : Inside the Third Reich de Marvin J. Chomsky
- 1982 : Frau Jenny Treibel de Franz Josef Wild
- 1983 : Der Trauschein d'Ephraim Kishon
- 1984 : Samson and Delilah de Lee Philips
- 1991 : Le Dernier mot de Gilles Béhat
- 1991 : Die Glückliche Familie (série)
- 1993 : Maria des Eaux-Vives de Robert Mazoyer (feuilleton)
- 1995 : Der Clan der Anna Voss de Herbert Ballmann (feuilleton)
- 1996 : Tatort (série)

## Théâtre
- 1964 : Caroline de Somerset Maugham, mise en scène Michel Vitold, Théâtre Montparnasse

## Divers
- Oskar Werner, qui joua avec elle, lui donna le surnom de « Seelchen », Petite âme, qui lui déplut toute sa vie[réf. nécessaire].

## Distinctions

### Récompenses
- Festival de Cannes 1954 : mention spéciale pour Le Dernier Pont.
- Mostra de Venise 1956 : Coupe Volpi pour la meilleure interprétation féminine pour Gervaise.

### Nominations
- BAFTA 1954 : nommée pour le BAFTA de la meilleure actrice étrangère pour Le Fond du problème.
- BAFTA 1957 : nommée pour le BAFTA de la meilleure actrice étrangère pour Gervaise.